# Robert Strange
Pour les articles homonymes, voir Strange.
Robert Strange (Kirkwall, 1721 – Londres, 1792) est un graveur britannique.
Il étudie le dessin et la gravure à Édimbourg à partir de l'âge de six ans, puis devient l'apprenti de Richard Cooper l'Ancien (en). Jacobite, il prend part au soulèvement des Jacobites de 1745, mais fuit à Rouen après la débâcle de Culloden en 1746.
Il finit ses études artistiques auprès de Jacques-Philippe Le Bas, gagne une bonne réputation de graveur puis rentre à Londres en 1750. Il part en Italie en 1760, où il devient membre de plusieurs académie et noue de solides relations. 
Il revient à Londres en 1765, et voit la création de la Royal Academy of Arts se réaliser en excluant les graveurs, ce qu'il prend pour une attaque personnelle. Principalement graveur de reproduction à la pointe sèche et malgré ses ennemis, il est le seul graveur du XVIIIe siècle à être fait chevalier par le roi.

## Biographie

### Jeunesse
Robert Strange est né à Kirkwall (dans les Orcades, des îles du nord de l'Écosse) le 14 juillet 1721. Il est l'aîné de David Strang et de son épouse Jean, fille de Malcolm Scollay of Hunton. Il travaille à l'office de l'un de ses frères, avocat à Édimbourg.
Il devient ensuite l'apprenti du graveur Richard Cooper l'Ancien (en) pendant six ans,. Il quitte Cooper en 1741 pour se mettre à son compte, avec un certain succès.

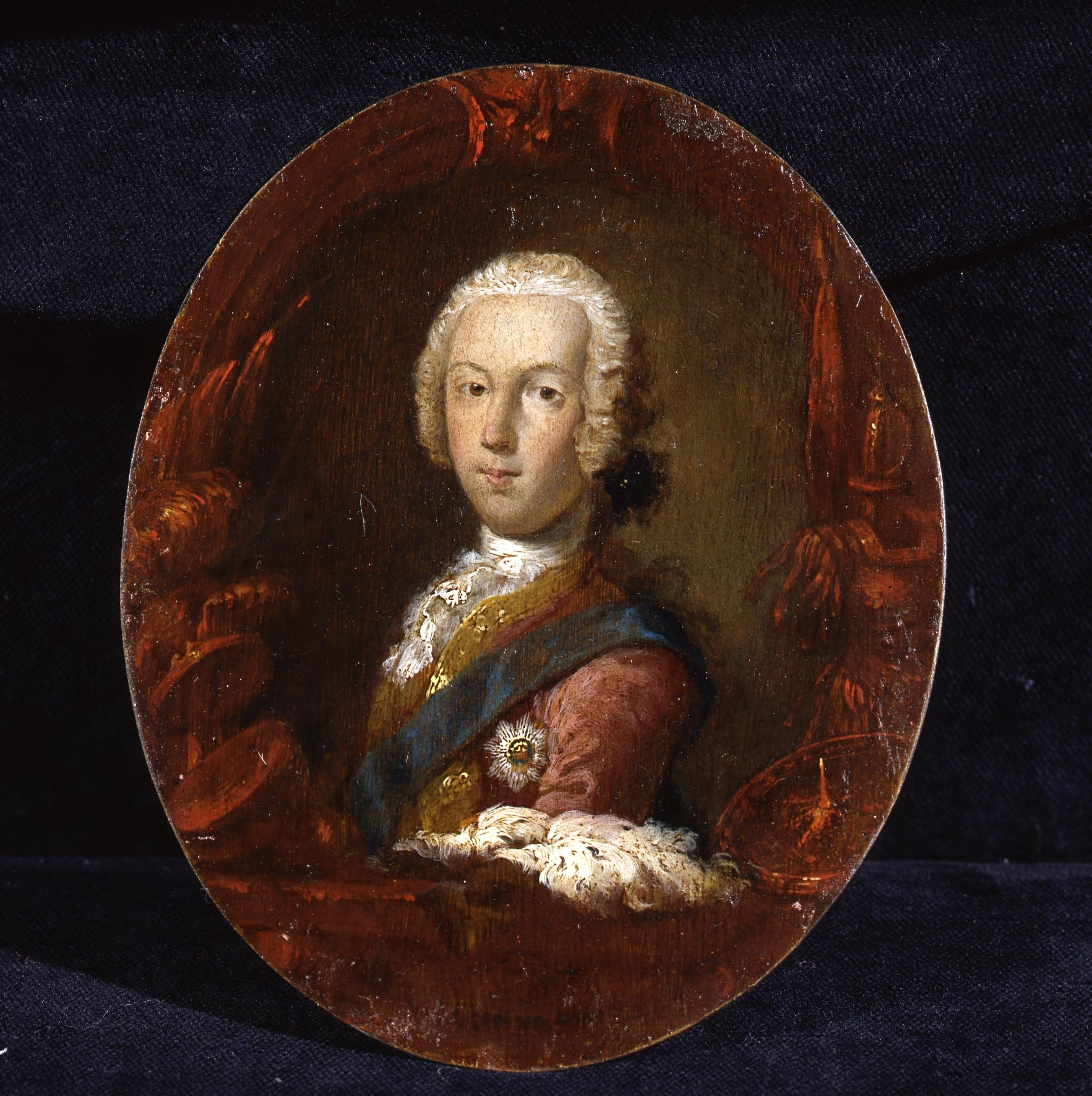
Portrait du prince Charles Edward Stuart, le Jeune Prétendant (années 1740). Ce portrait du prince Charles Edward Stuart est le fruit de l'enthousiasme dévot sans limite montré par ses sympathisants en Grande-Bretagne à l'époque où il essaie de reconquérir la couronne pour son père, en 1745,.

Strange prend part au soulèvement des Jacobites de 1745. En service avec l'armée à Inverness, il grave une plaque pour les billets de banque du gouvernement Stuart à venir. Il participe aux batailles de Prestonpans (1745) et de Falkirk (1746) au sein de la garde rapprochée de Charles Édouard Stuart. Le ralliement de Strange à la cause Jacobite tient moins de sa dévotion aux Stuarts qu'à sa future épouse Isabella Lumisden, qui en a fait une condition pour se marier. Il décrit les batailles qu'il a menées dans ses Mémoires,.

### Exil volontaire
Après la débâcle de la bataille de Culloden (1746), Robert Strange se cache pendant plusieurs mois à Londres puis en France, où il produit de nombreux petits portraits peints ou gravés du jeune Stuart, très prisés par ses partisans. Comme le portrait ci-contre, ils sont faciles à porter et à cacher. Après s'être marié en secret avec Isabella Lumisden en 1747, Strange parvient à fuir jusqu'à Rouen, un lieu de rassemblement des Jacobites en exil, où il apporte le sceau du prince,. Il abandonne toute implication politique et se consacre à l'étude du dessin et de l'anatomie auprès de Claude-Nicolas Le Cat et le dessin auprès de Jean-Baptiste Descamps. Il obtient le premier prix de l'Académie de dessin en 1748. En 1749, il emménage à Paris et devient l'apprenti de Jacques-Philippe Le Bas, de qui il apprend la maîtrise de la pointe sèche. Il acquiert dans la capitale française une bonne réputation pour ses gravures d'après des peintures des maîtres italiens.
Robert Strange rentre à Londres en 1750 avec sa femme et sa fille, répondant à un appel d'Allan Ramsay. Ce dernier lui passe commande de gravures du prince Frédéric de Galles et du comte de Bute, tous deux d'après des tableaux de Ramsay. Mais Strange trouve les sujets trop éloignés de ses goûts artistiques et le prix trop bas (100 £) au vu de la complexité du travail à fournir — d'autant plus qu'il avait prévu de voyager en Italie — et refuse ; finalement c'est William Wynne Ryland qui récupère la commande, après avoir obtenu les faveurs royales sous George III,. Pendant ce temps, il commissionne et supervise la grande œuvre de l'anatomiste William Hunter sur Gravid Uterus, publié finalement en 1774,.
Strange part en Italie en 1760, où il devient membre des académies de Rome, Florence, Bologne, Parme et Paris,. Il fait de très nombreux dessins d'après les grands maîtres baroques italiens, comme le Jour du Corrège, le Danae et la Venus et Adonis de Titien, la Sainte Cécile de Raphaël et la Marie Madeleine de Guido Reni, qu'il reproduira par la suite au burin. Ses connexions lui permettent d'obtenir un passeport pour voyager en France — la guerre de Sept Ans battait alors son plein — et d'être présenté à Johann Joachim Winckelmann et Anton Raphael Mengs au travers de Jean-Georges Wille et à Horace Mann au travers de Horace Walpole. À Paris, il grave la Justice et la Soumission de Raphaël. Il rencontre le graveur et bibliothécaire royal Richard Dalton (en) à l'occasion de la réalisation d'une commande qui consiste à faire des copies de peintures des maîtres italiens, et une rivalité naît avec Francesco Bartolozzi.
Il rentre en Angleterre en 1765, précédé d'une réputation de graveur bien établi.

### Retour à Londres
À Londres, Strange expose des estampes qu'il a collectionnées et prépare des catalogues descriptifs et critiques. Après une période pendant laquelle il est marchand d'estampes et devient un graveur important, Strange se brouille avec de potentiels soutiens à la cour, dont le comte de Bute. En 1768, des remous dans la Incorporated Society of Artists, de laquelle il est membre, mène à la fondation de la Royal Academy of Arts. Strange s'oppose fortement aux frondeurs, et prétend que l'exclusion de l'académie des graveurs de la Royal Academy est un acte contre sa personne : attribue ses difficultés à être accepté au sein de la communauté artistique londonienne aux intrigues des serviteurs de George III, à son rival Bartolozzi et au bibliothécaire royal Dalton. Bartolozzi est qui plus est élu ostensiblement car étant peintre. Lui et d'autres graveurs — William Sharp, John Hall (en) et William Woollett —, refusent d'en devenir membres associés. En 1775, il écrit au comte de Bute où il fait état de ses sentiments de persécution et il publie ses doléances dans An Inquiry into the Rise and Establishment of the Royal Academy of Arts. Il part ensuite avec sa famille à Paris, où il vit dans la rue d'Enfer jusqu'en 1780.
Strange a cherché à graver le portrait de la reine Henriette Marie de France d'Antoine van Dyck, qui appartenait au roi George III. Malgré les difficultés et ses opposants, il obtient du roi d'avoir un accès sans limite aux collections royales grâce à l'entremise de son ami Benjamin West, et peut ainsi en réaliser une gravure de reproduction qu'il a publiée à Paris en 1784, avec une autre copie d'après Van Dyck : Charles I à cheval. Pour remercier West et le roi, il a par la suite gravé le tableau L'Apothéose des enfants royaux de West (1786). Cette gravure lui vaut, le 5 janvier 1787, d'être est fait chevalier par le roi George III — le seul graveur à avoir reçu cet honneur au XVIIIe siècle.

### Mort

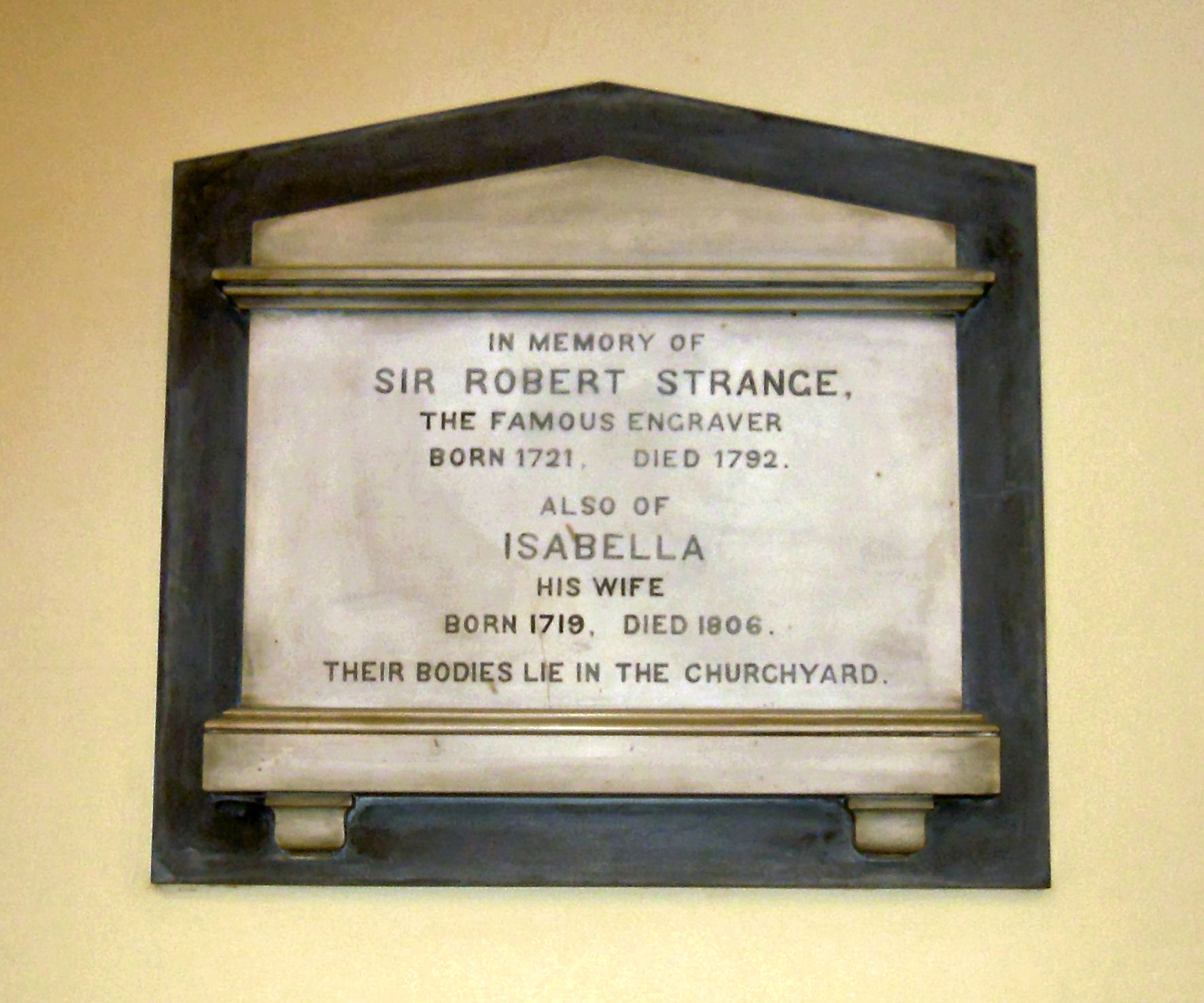
Plaque en mémoire de Robert Strange à l'église Saint-Paul (Covent Garden).

Robert Strange meurt chez lui au no 52, Great Queen Street, Lincoln's Inn Fields, le 5 juillet 1792, et est enterré à l'église Saint-Paul (Covent Garden).
En plus du portrait par Greuze, on connaît un portrait par George Romney et un autre par Henry Raeburn. Après sa mort, une édition de grande qualité contenant ses estampes et épreuves est publiée ; Charles Blanc écrit un catalogue de son œuvre, publié en 1848 par Rudolph Weigel de Leipzig, inclus dans la collection Le Graveur en taille douce.

## Famille
Peu avant le soulèvement jacobite de 1745, Strange tombe amoureux d'Isabella, fille de William Lumisden (fils d'Andrew Lumsden (en)) et sœur du fervent jacobite Andrew Lumisden (en). En 1747, ils se marient clandestinement. Les lettres d'Isabella ont été publiées par le collectionneur d'art James Dennistoun (en). Elle meurt en 1806.
Des enfants de Robert Strange, sa fille aînée Mary Bruce Strange (1748–1784) était une artiste. Son fils aîné, James Charles Stuart Strange (1753–1840), a été parlementaire. Le deuxième fils de Strange, Thomas Andrew Lumisden Strange (en) était juge, et son troisième fils, Robert Montagu, un major-général dans l'armée de Madras,.

## Œuvre
Strange publie un portrait du « Jeune prétendant » à l'époque du soulèvement des Jacobites de 1745. En France, il grave Cupidon de Charles André van Loo et De retour du march de Philips Wouwerman. À Londres, son œuvre gravé inclut Magdalen et Cleopatra de Guido Reni, qui l'affirment comme un graveur important et Apollo and Marsyas d'Andrea Sacchi. Pendant quatre ans en Italie, il dessine des copies de nombreux tableaux, qu'il pense graver à son retour. De ces dessins, la plupart des aquarelles sont destinées au marquis de Zetland (en) et ceux à la craie au comte de Wemyss (en). Beaucoup des gravures sont exécutées et publiées à Paris. Il a refusé des commandes lucratives telles que des ex-libris et autres illustrations d'ouvrages. Il grave pour James Bruce les illustrations pour son livre Pæstum, finalement jamais publié.
On lui attribue par ailleurs des portraits classiques publiés dans History of the Court of Augustus de Thomas Blackwell, bien que non signés.
Techniquement, Strange utilise principalement la pointe sèche. Il n'apprécie pas le pointillé de Francesco Bartolozzi. Mis à part Antoine van Dyck, il est principalement influencé par les maîtres italiens — principalement Le Corrège, Titien, Salvatore Rosa et Raphaël —, de qui il fait des copies,. Il est aussi connu pour ses interprétation des gravures de Rembrandt.
Il avait prévu de réaliser une série de cinquante de ses œuvres principales en témoignage de son oeuvre. Quatre-vingt jeux d'estampes sélectionnées sont rassemblés en atlas folio avec une dédicace au roi (principalement composée par Blair) et sont publiés en 1790 avec un portrait de Jean-Baptiste Greuze et une introduction décrivant le processus de la gravure.
Il a influencé Raffaello Morghen, William Woollett et William Sharp et a eu comme élève le graveur français François Germain Aliamet.

Œuvres de Robert Strange
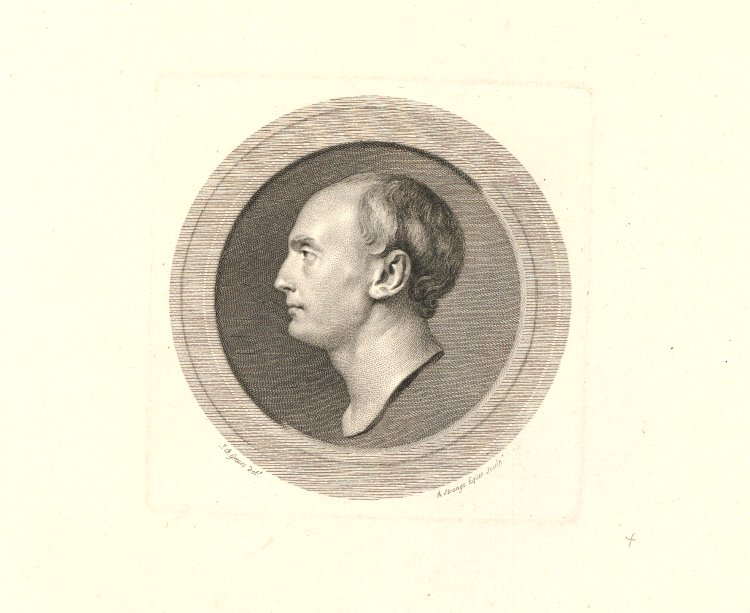
Robert Strange, autoportrait gravé d'après Jean-Baptiste Greuze
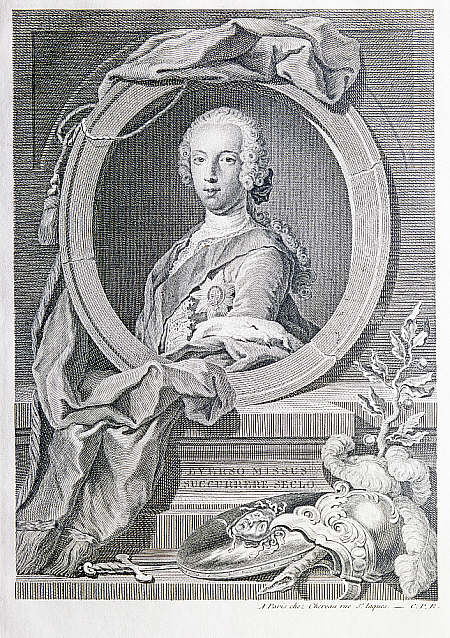
Charles Edward Stuart, the Young Pretender, 1745
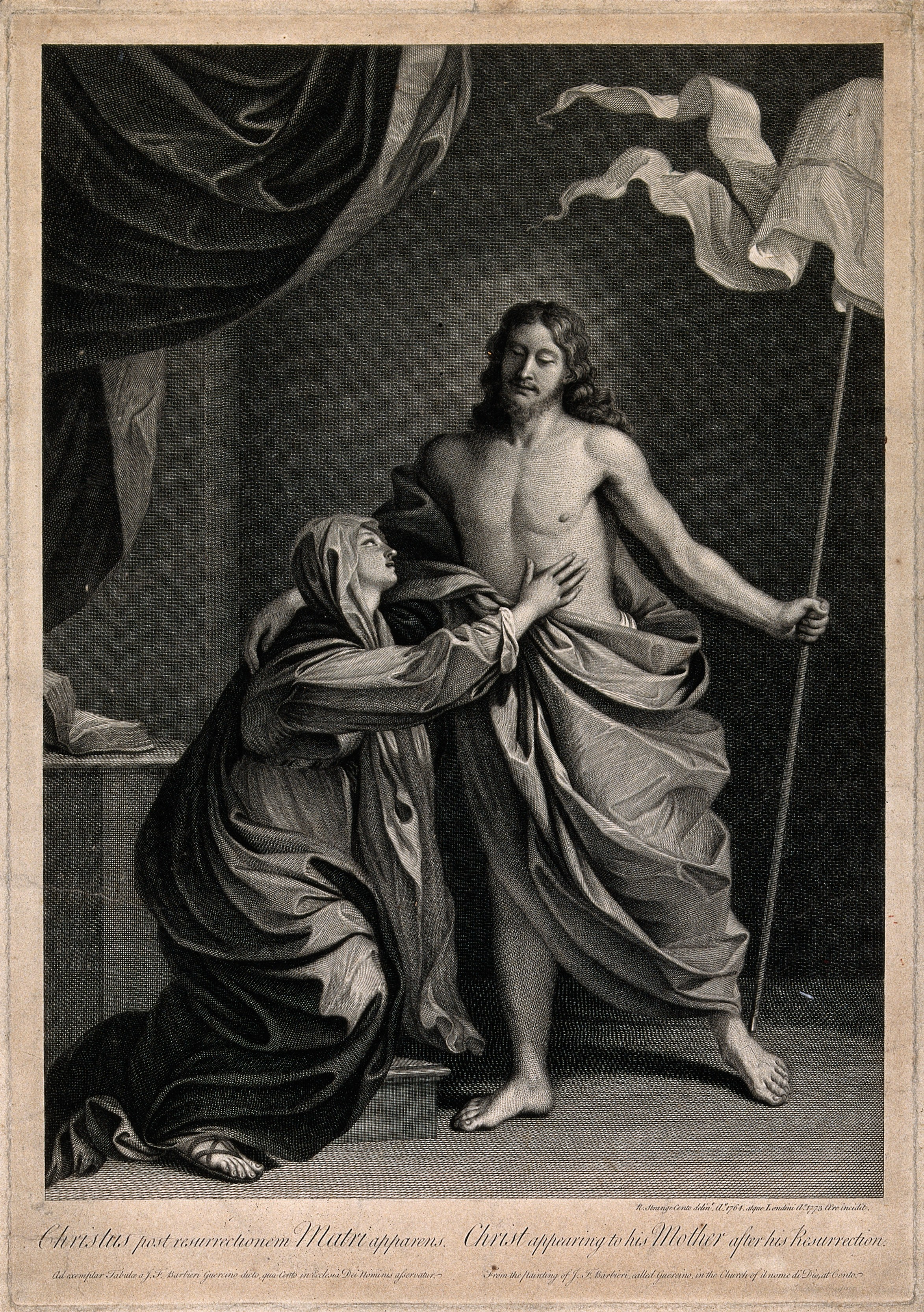
Le Christ ressuscité apparaît à la Vierge Marie, 1773, d'après son propre dessin, d'après Le Guerchin.
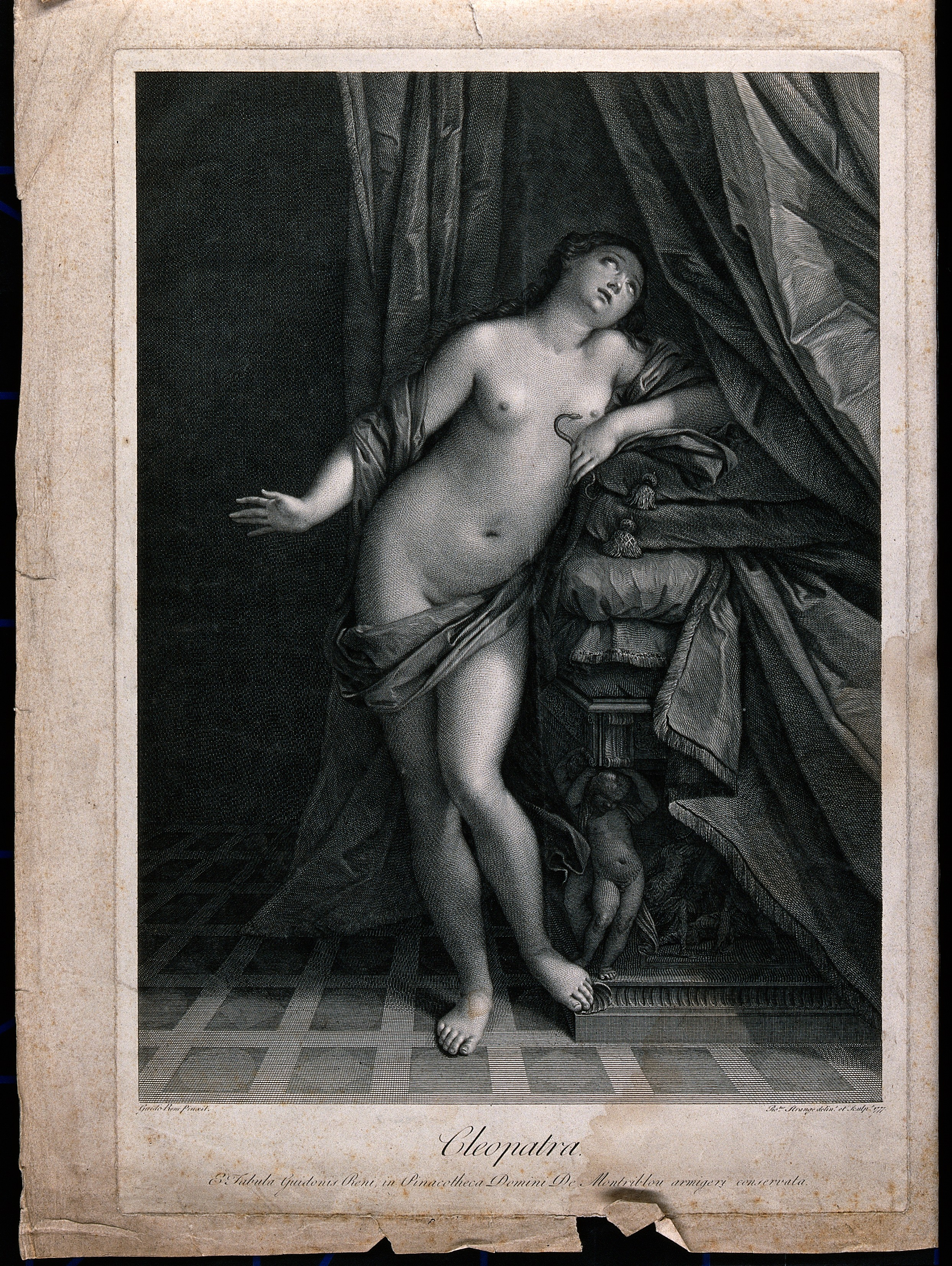
Le Suicide de Cléopâtre, 1777, d'après son propre dessin, d'après Guido Reni.
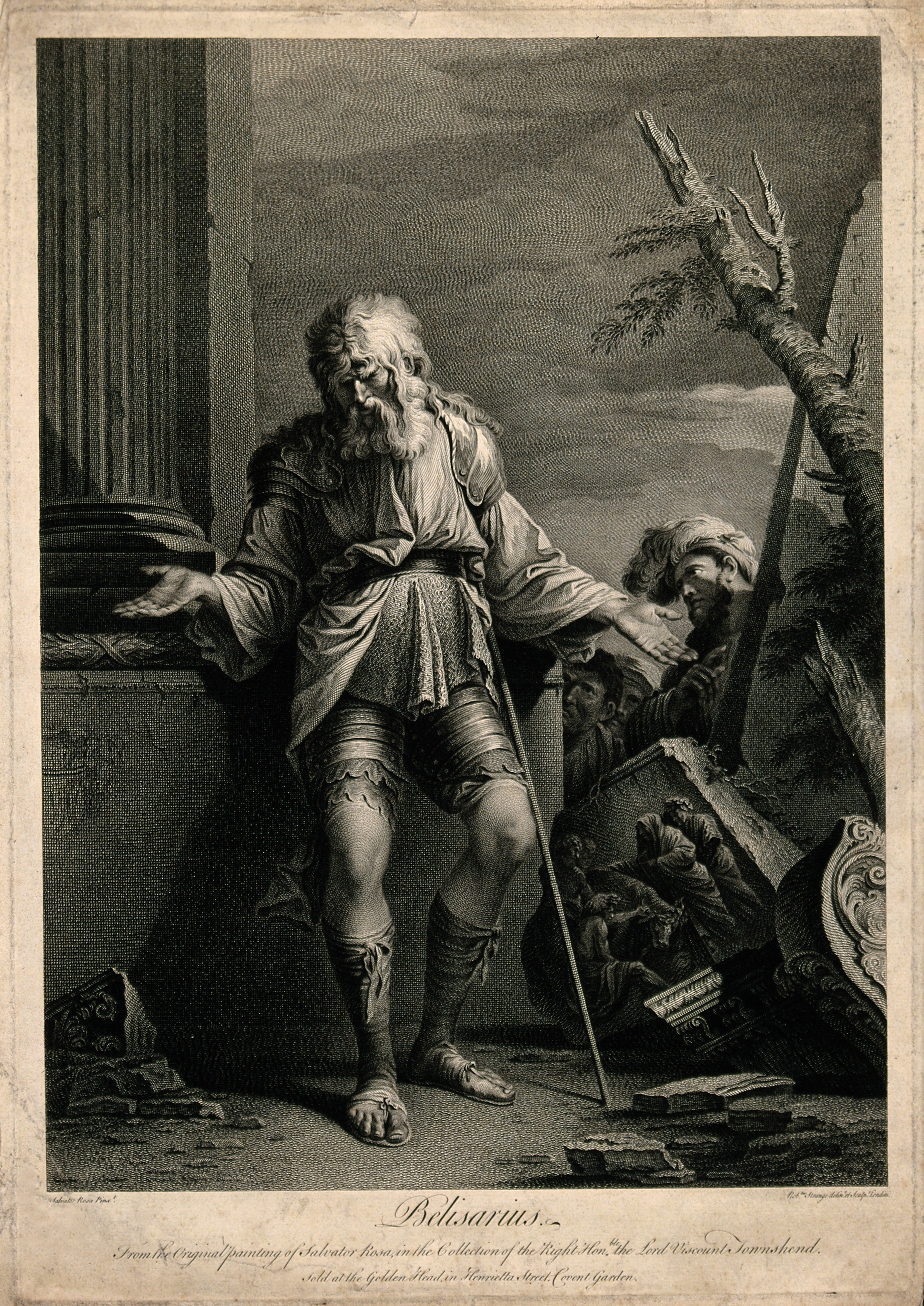
Bélisaire et un vieil homme, n. d., d'après son propre dessin, d'après Salvator Rosa.